# Sinclair (cantant francès)
Sinclair és el nom artístic de Mathieu Blanc-Francard (Tours, 19 de juliol de 1970), un cantant de música pop de França i membre del jurat d'un programa de telerealitat francès. De 2007 a 2009 ha estat una de les quatre persones que formen el jurat de Nouvelle Star, un programa de televisió de la cadena francesa M6 similar a Operación Triunfo i rival de la també francesa Star Academy. La diferència entre Nouvelle Star i Star Academy és que a la primera no es tracta d'una escola ni hi ha professors. Cal no confondre'l amb Bob Sinclar, DJ de música electrònica i autor d'èxits internacionals com Love Generation.